# Heaven & Hell (Ava Max-album)
A Heaven & Hell Ava Max amerikai énekesnő debütáló stúdióalbuma, amely 2020. szeptember 18-án jelent meg az Atlantic Records gondozásában. Max 2018 decembere és 2020 márciusa között vette fel az albumot, és olyan zeneszerzőkkel dolgozott együtt, mint Cirkut, RedOne, Charlie Puth és Bonnie McKee. Zeneileg a Heaven & Hell egy pop, dance-pop és elektropop lemez két oldalra osztva; az előbbi himnikus hangzást tartalmaz, míg az utóbbi sötétebb dallamokat foglal magába.
Az albumot a zenei kritikusok általában kedvező kritikákkal fogadták, sokan közülük dicsérték a produkciót és Max énekesi képességeit, de kritizálták a dalszövegeket és az eredetiség hiányát. A Heaven & Hell a brit albumlistán a második helyen, az amerikai Billboard 200-as listán pedig a 27. helyen végzett. Azóta az Egyesült Államokban az Amerikai Hanglemezgyártók Szövetségétől (RIAA) platina minősítést kapott, míg a Brit Hanglemezgyártók Szövetsége (BPI) arany minősítéssel illette.

## Háttér és kidolgozás
A Sweet but Psycho 2018 augusztusi megjelenését követően Max 30-40 napig turnézott a tengerentúlon, majd ugyanebben az évben karácsony környékén visszatért az Egyesült Államokba, ahol elkezdett dalokat írni az akkor még cím nélküli debütáló stúdióalbumához. Max 2019 áprilisában jelentette be először, hogy az albumot valamikor az év folyamán fogja kiadni, és a Billboardnak adott interjújában arról beszélt, hogy „van rajta néhány más szám is, amelyek olyanok, mint a jokerkártyák, és van néhány, amelyben sebezhető vagyok”. Több mint száz dalt vett fel a Heaven & Hell című lemezhez, amelynek elkészítésével több hónapot töltött, hogy eldöntse, mit vegyen fel. Az album eredetileg 2019 elején készült el, de későbbre halasztották a megjelenést, hogy finomítsanak a számlistán további dalok hozzáadásával és egy eltávolításával.
2019 decemberében Max utalt arra, hogy a Heaven & Hell a következő hónapokban fog megjelenni. Megerősítette, hogy a véglegesítés folyamatban volt, de a Covid19-világjárvány miatt ismét elhalasztották a megjelenést. Amikor az MTV News nem sokkal a Kings & Queens megjelenése után az albumról kérdezte, azt nyilatkozta, hogy a korábban megjelent kislemezek a Sweet but Psycho kivételével nem kerültek fel a számlistára. A So Am I, a Salt és a Torn végül felkerült a végleges tracklistára, amelyet Max a rajongók igénye miatt egészített ki. Emellett 2020 márciusában úgy döntött, hogy a Heaven című albumbevezető dalát is felveszi a lemezre, miközben a Heaven & Hell egyes számait megérzései alapján újrahangszerelte.

## Kereskedelmi teljesítmény
Az Egyesült Királyságban a Heaven & Hell 2020. szeptember 25-én a brit albumlista második helyén debütált, és 32 nem egymást követő héten keresztül szerepelt rajta, majd 2022. február 11-én arany minősítést kapott, miután 100 000 albummal egyenértékű egységben kelt el az Egyesült Királyságban. Az album a norvég VG-lista listáján a nyolcadik helyen szerepelt, és a következő héten a második helyen végzett. A norvég IFPI 2020. november 9-én hétszeres platina minősítéssel illette az albumot, mivel több mint 140 000 darabot adtak el belőle az országban. A 2020. október 1-jei lengyel Oficjalna Lista Sprzedaży (OLiS) listán a Heaven & Hell a 25. helyen debütált, és a Lengyel Hanglemezipari Szövetség (ZPAV) 2020. november 18-án platina minősítést adott neki 20 000 darabos lengyelországi eladás után.
Az Egyesült Államokban a Heaven & Hell a 2020. október 3-i Billboard 200-as listán a 27. helyen végzett. Végül 2022. június 1-jén az Amerikai Hanglemezgyártók Szövetsége (RIAA) platina minősítéssel illette az országban eladott 1 000 000 hitelesített példányszámért. A kanadai albumlistán az album a 16. helyet érte el a 2020. október 3-án publikált listán. A Music Canada (MC) 2021. augusztus 27-én platina minősítést adott a lemeznek, mivel több mint 80 000 darabot adtak el belőle Kanadában. Brazíliában a Heaven & Hell platina minősítést kapott a Pro-Música Brasil (PMB) által, ami több mint 40 000 eladási és streaming egységet jelent. A japán Oricon Albums Charton az album a 42. helyet érte el a 2020. szeptember 28-án kelt listán. Ausztráliában a Heaven & Hell 2020. október 4-én debütált az ARIA Albums Chart hetedik helyén, ahol két hétig tartózkodott.

## Az albumon szereplő dalok listája
| Heaven & Hell – standard kiadás | Heaven & Hell – standard kiadás | Heaven & Hell – standard kiadás     | Heaven & Hell – standard kiadás                                                                  | Heaven & Hell – standard kiadás | Heaven & Hell – standard kiadás | Heaven & Hell – standard kiadás | Heaven & Hell – standard kiadás | Heaven & Hell – standard kiadás | Heaven & Hell – standard kiadás |
|                                 | Cím                             | Dalszöveg                           | Zene                                                                                             | Producer(ek)                    | Hossz                           |                                 |                                 |                                 |                                 |
| ------------------------------- | ------------------------------- | ----------------------------------- | ------------------------------------------------------------------------------------------------ | ------------------------------- | ------------------------------- | ------------------------------- | ------------------------------- | ------------------------------- | ------------------------------- |
| 1.                              | Heaven                          | Amanda Ava Koci                     | Henry Walter                                                                                     | Cirkut                          | 1:46                            |                                 |                                 |                                 |                                 |
| 2.                              | Kings & Queens                  | Koci Brett McLaughlin Madison Love  | Walter Nadir Khayat Desmond Child Mimoza Blinson Hillary Bernstein Jakke Erixson                 | Cirkut RedOne                   | 2:42                            |                                 |                                 |                                 |                                 |
| 3.                              | Naked                           | Koci Bonnie McKee Jessica Malakouti | Walter Parrish Warrington Diederik van Elsas                                                     | Cirkut Trackside                | 3:42                            |                                 |                                 |                                 |                                 |
| 4.                              | Tattoo                          | Koci Andreas Haukeland              | Elof Loelv Walter Charles Puth Jr. Jacob Kasher Hindlin                                          | Cirkut                          | 2:39                            |                                 |                                 |                                 |                                 |
| 5.                              | OMG What’s Happening            | Koci Sorana Păcurar                 | Roland Spreckley Henri Antero Salonen Walter Jason Gill                                          | Cirkut Hank Solo Gill           | 2:59                            |                                 |                                 |                                 |                                 |
| 6.                              | Call Me Tonight                 | Koci Love                           | Ebba Tove Nilsson Jakob Jerlstrom Johan Schuster Walter                                          | Cirkut Shellback A Strut        | 2:50                            |                                 |                                 |                                 |                                 |
| 7.                              | Born to the Night               | Koci Love                           | Spreckley Walter Thomas Eriksen Peter Schilling                                                  | Cirkut Earwulf                  | 3:19                            |                                 |                                 |                                 |                                 |
| 8.                              | Torn                            | Koci Love                           | Samuel Denison Martin James Lavigne Eriksen Walter                                               | Cirkut                          | 3:18                            |                                 |                                 |                                 |                                 |
| 9.                              | Take You to Hell                | Koci Love                           | Khristian Arenada Walter Spreckley Maria Jane Smith Victor Thell                                 | Cirkut                          | 2:44                            |                                 |                                 |                                 |                                 |
| 10.                             | Who’s Laughing Now              | Koci Jonnali Parmenius Love         | Linus Wiklund Måns Wredenberg Love Walter                                                        | Cirkut Lotus IV                 | 3:00                            |                                 |                                 |                                 |                                 |
| 11.                             | Belladonna                      | Koci                                | Loelv Walter                                                                                     | Cirkut                          | 3:23                            |                                 |                                 |                                 |                                 |
| 12.                             | Rumors                          | Koci Pacurar                        | Jonas Becker Timofei Crudu Samuel John Gray Fridolin Walcher Christoph "Shuko" Bauss Love Walter | Cirkut Freedo                   | 3:12                            |                                 |                                 |                                 |                                 |
| 13.                             | So Am I                         | Koci Gigi Grombacher                | Puth Jr. Walter Spreckley Smith Thell                                                            | Cirkut                          | 3:04                            |                                 |                                 |                                 |                                 |
| 14.                             | Salt                            | Koci Love                           | Autumn Rowe Nicole Morier Walter                                                                 | Cirkut                          | 3:00                            |                                 |                                 |                                 |                                 |
| 15.                             | Sweet but Psycho                | Koci Love                           | William Lobban-Bean Haukeland Walter                                                             | Cirkut                          | 3:07                            |                                 |                                 |                                 |                                 |
| 44:45                           |                                 |                                     |                                                                                                  |                                 |                                 |                                 |                                 |                                 |                                 |

| Heaven & Hell – digitális kiadás | Heaven & Hell – digitális kiadás | Heaven & Hell – digitális kiadás | Heaven & Hell – digitális kiadás              | Heaven & Hell – digitális kiadás | Heaven & Hell – digitális kiadás | Heaven & Hell – digitális kiadás | Heaven & Hell – digitális kiadás | Heaven & Hell – digitális kiadás | Heaven & Hell – digitális kiadás |
|                                  | Cím                              | Dalszöveg                        | Zene                                          | Producer(ek)                     | Hossz                            |                                  |                                  |                                  |                                  |
| -------------------------------- | -------------------------------- | -------------------------------- | --------------------------------------------- | -------------------------------- | -------------------------------- | -------------------------------- | -------------------------------- | -------------------------------- | -------------------------------- |
| 1.                               | My Head & My Heart               | Koci Love Tia Scola              | Walter Eriksen Aleksey Potekhin Sergey Zhukov | Cirkut Jonas Blue Earwulf        | 2:54                             |                                  |                                  |                                  |                                  |
| 47:39                            |                                  |                                  |                                               |                                  |                                  |                                  |                                  |                                  |                                  |

| Heaven & Hell – Japán CD kiadás | Heaven & Hell – Japán CD kiadás | Heaven & Hell – Japán CD kiadás | Heaven & Hell – Japán CD kiadás              | Heaven & Hell – Japán CD kiadás | Heaven & Hell – Japán CD kiadás | Heaven & Hell – Japán CD kiadás | Heaven & Hell – Japán CD kiadás | Heaven & Hell – Japán CD kiadás | Heaven & Hell – Japán CD kiadás |
|                                 | Cím                             | Dalszöveg                       | Zene                                         | Producer(ek)                    | Hossz                           |                                 |                                 |                                 |                                 |
| ------------------------------- | ------------------------------- | ------------------------------- | -------------------------------------------- | ------------------------------- | ------------------------------- | ------------------------------- | ------------------------------- | ------------------------------- | ------------------------------- |
| 8.                              | Kings & Queens (acoustic)       | Koci McLaughlin Love            | Walter Khayat Child Blinson Bernstein Erixon | Cirkut RedOne                   | 3:08                            |                                 |                                 |                                 |                                 |
| 17.                             | Not Your Barbie Girl            | Koci Love                       | Walter Claus Norreen Søren Rasted            | Cirkut                          | 3:07                            |                                 |                                 |                                 |                                 |
| 18.                             | So Am I (acoustic)              | Koci Grombacher                 | Puth Jr. Walter Spreckley Smith Thell        | Cirkut                          | 3:04                            |                                 |                                 |                                 |                                 |
| 19.                             | Salt (acoustic)                 | Koci Love                       | Rowe Morier Walter                           | Cirkut                          | 3:10                            |                                 |                                 |                                 |                                 |
| 20.                             | Sweet but Psycho (acoustic)     | Koci Love                       | Haukeland Lobban-Bean Love Walter            | Cirkut                          | 2:59                            |                                 |                                 |                                 |                                 |
| 62:59                           |                                 |                                 |                                              |                                 |                                 |                                 |                                 |                                 |                                 |

## Helyezések
| Lista (2020–2021)                             | Legjobb helyezés |
| --------------------------------------------- | ---------------- |
| Ausztrália (ARIA Top 50 Albums)               | 7                |
| Ausztria (Ö3 Austria Top 40)                  | 6                |
| Belgium (Ultratop Flandria)                   | 7                |
| Belgium (Ultratop Vallónia)                   | 14               |
| Kanada (Billboard Canadian Albums Chart)      | 16               |
| Horvátország (HDU)                            | 14               |
| Csehország (ČNS IFPI Albums Top 100)          | 5                |
| Dánia (Hitlisten Album Top 40)                | 13               |
| Hollandia (Dutch Charts Album Top 100)        | 6                |
| Finnország (Musiikkituottajat Albumit Top 50) | 6                |
| Franciaország (SNEP Album Top 100)            | 14               |
| Németország (Offizielle Top 100)              | 7                |
| Magyarország (MAHASZ Top 40 albumlista)       | 2                |
| Izland (Tónlist)                              | 28               |
| Írország (OCC)                                | 17               |
| Olaszország (FIMI Album Top 20)               | 28               |
| Japán (Billboard Japan)                       | 20               |
| Japán (Oricon)                                | 42               |
| Litvánia (AGATA)                              | 10               |
| Új-Zéland (Recorded Music NZ Top 40 Albums)   | 20               |
| Norvégia (VG-lista Album Top 40)              | 2                |
| Lengyelország (ZPAV Album Top 50)             | 25               |
| Egyesült Királyság (Scottish Albums)          | 4                |
| Szlovákia (ČNS IFPI)                          | 4                |
| Spanyolország (PROMUSICAE Top 100 Álbumes)    | 8                |
| Svédország (Sverigetopplistan Top 60 Albums)  | 7                |
| Svájc (Schweizer Hitparade Top 100 Albums)    | 5                |
| Egyesült Királyság (UK Albums Chart)          | 2                |
| USA Billboard 200                             | 27               |

| Lista (2020)                | Helyezés |
| --------------------------- | -------- |
| Belgium (Ultratop Flanders) | 140      |
| Hollandia (Album Top 100)   | 61       |
| Franciaország (SNEP)        | 161      |
| Svájc (Schweizer Hitparade) | 83       |

| Lista (2021)                     | Helyezés |
| -------------------------------- | -------- |
| Ausztria (Ö3 Austria)            | 29       |
| Belgium (Ultratop Flanders)      | 41       |
| Belgium (Ultratop Wallonia)      | 82       |
| Dánia (Hitlisten)                | 31       |
| Hollandia (Album Top 100)        | 24       |
| Franciaország (SNEP)             | 98       |
| Németország (Offizielle Top 100) | 63       |
| Magyarország (MAHASZ)            | 81       |
| Norvégia (VG-lista)              | 12       |
| Svédország (Sverigetopplistan)   | 43       |
| Svájc (Schweizer Hitparade)      | 33       |
| Egyesült Államok Billboard 200   | 186      |

| Lista (2022)                | Helyezés |
| --------------------------- | -------- |
| Belgium (Ultratop Flanders) | 122      |
| Belgium (Ultratop Wallonia) | 158      |
| Franciaország (SNEP)        | 167      |

## Minősítések és eladási adatok
| Régió | Minősítés  | Eladott példányszám |
| --- | ---------- | ------------------- |
| Argentína (CAPIF) | arany      | 10 000^             |
| Ausztria (IFPI Austria) | arany      | 7 500‡              |
| Brazília (Pro-Música Brasil) | platina    | 40 000‡             |
| Kanada (Music Canada) | platina    | 80 000‡             |
| Dánia (IFPI Denmark) | platina    | 20 000‡             |
| Finnország (Musiikkituottajat) | 3× platina | 60,000              |
| Franciaország (SNEP) | platina    | 100 000‡            |
| Olaszország (FIMI) | arany      | 25 000‡             |
| Norvégia (IFPI Norway) | 7× platina | 140 000*            |
| Lengyelország (ZPAV) | 3× platina | 60 000‡             |
| Szingapúr (RIAS) | platina    | 10 000*             |
| Egyesült Királyság (BPI) | arany      | 100 000‡            |
| Egyesült Államok (RIAA) | platina    | 1 000 000‡          |
| * Eladási példányszámok kizárólag a minősítés alapján. ^ Kiszállítási példányszámok kizárólag a minősítés alapján. ‡ Eladási+streaming példányszámok kizárólag a minősítés alapján. |            |                     |

## Megjelenési történet
| Régió       | Dátum                | Formátum(ok)                            | Kiadó              | For.                        |
| ----------- | -------------------- | --------------------------------------- | ------------------ | --------------------------- |
| Világszerte | 2020. szeptember 18. | Digitális letöltés streaming CD kazetta | Atlantic           | [ 75 ] [ 76 ] [ 77 ] [ 78 ] |
| Európa      | 2020. december 18.   | Hanglemez                               | Atlantic           | [ 79 ]                      |
| Japán       | 2021. január 13.     | CD                                      | Warner Music Japan | [ 80 ] [ 81 ]               |
| Világszerte | 2021. február 12.    | Hanglemez                               | Atlantic           | [ 82 ]                      |